# Koválovec
Koválovec (Hongaars: Kiskovalló, Duits: Kleinkowallow) is een Slowaakse gemeente in de regio Trnava, en maakt deel uit van het district Skalica.
Koválovec telt 136 inwoners.